# Каліста Теано Жевуська
Каліста Теано, до шлюбу Жевуська, гербу Кривда (15 серпня 1810, Ополе-Любельське — 9 серпня 1842, Кастель-Гандольфо) — польська аристократка, письменниця, композиторка.

## Життєпис
Донька Вацлава Северина Жевуського, мандрівника та сходознавця, і Розалії Любомирської. 
Каліста здобула ґрунтовну освіту, вільно володіла сімома мовами, грала на фортепіано і складала. Серед її композицій збереглося «Кредо» на чотири голоси. 
29 січня 1840 року стала дружиною італійського князя Мікеланджело Каетані (1804–1882), політика, літературознавця і скульптора. У шлюбі народила двоє дітей: Герсилія (1840–1879) і Гонорій (1842–1917). Герсилія стала першою жінкою, яка навчалася у Національній академії деї Лінчеї, потім археологинею. Гонорій став міністром закордонних справ Королівства Італія.
Займалася літературною діяльністю: опублікувала «Опис Колізею в Римі» (1841), «Полідор», романи «Перешкоди», «Благодать і доля».
У 1842 році раптово померла у віці 32 років у Кастель-Гандольфо. Після її смерті у 1843 році польський письменник Анжей Едвард Козміан видав «Спогади про Калісту, уроджену Жевуську, княгиню Теано».
Французький письменник Оноре де Бальзак, близький до родини Жевуських, що згодом одружився з її кузиною Евеліною Ганською, узяв образ Калісти за прототип Модести Міньйон, героїні однойменного роману.